# Museum van nieuwe kunst (Pärnu)
Het Museum van Nieuwe Kunst (Ests: Uue Kunsti Muuseum, ookwel bekend als UKM) is een kunstmuseum in de Estse stad Pärnu.
Opgericht in 1992, streeft het museum naar actieve betrokkenheid in diverse artistieke disciplines. Gevestigd in het voormalige CPSU-districtshoofdkwartier, begon het museum met het organiseren van kunsttentoonstellingen, filmfestivals en concerten. De collectie, gestart in 1998, omvat werken van kunstenaars zoals Pablo Picasso en Yoko Ono, met een focus op originaliteit en de kunst van de Baltische Zee-landen. Jaarlijkse evenementen omvatten de internationale tentoonstelling Man en Vrouw en het Pärnu Film Festival met internationale documentaires. Het museum, gelegen op Rüütli 40a sinds november 2020, heeft een essentiële rol gespeeld in het bevorderen van moderne kunst en culturele diversiteit in Pärnu.